# Scinax granulatus
Espèce
Synonymes
- Hyla granulata Peters, 1871
- Hyla strigilata eringiophila Gallardo, 1961

Statut de conservation UICN

 LC  : Préoccupation mineure
Scinax granulatus est une espèce d'amphibiens de la famille des Hylidae.

## Répartition
Cette espèce se rencontre jusqu'à 1 200 m d'altitude, :
- dans le sud du Brésil dans les États du Rio Grande do Sul, de Santa Catarina, du Paraná et au sud de l'État de São Paulo ;
- dans le sud-est du Paraguay le long du rio Paraná dans les départements d'Itapúa, de Misiones et de Ñeembucú ;
- en Uruguay ;
- dans le nord-est de l'Argentine dans les provinces d'Entre Ríos, de Corrientes, de Misiones et dans l'extrême Nord de la province de Buenos Aires.

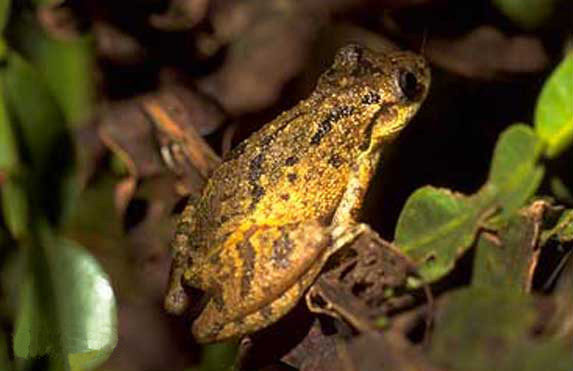
Scinax granulatus

## Publication originale
- Peters, 1871 : Über einige Arten der herpetologischen Sammlung des berliner zoologischen Museums. Monatsberichte der Königlich preussischen Akademie der Wissenschaften zu Berlin, vol. 1, p. 644-653 (texte intégral).